# Rejon ust´-bolszeriecki
Rejon ust´-bolszeriecki (ros. Усть-Большерецкий район) – jednostka administracyjna Rosji, położona w południowo-zachodniej części półwyspu Kamczatka, ze stolicą we wsi Ust´-Bolszerieck. Jest jednym z jedenastu rejonów municypalnych Kraju Kamczackiego; liczy 20.626 km² powierzchni, zamieszkany jest (według danych z roku 2013) przez 8096 osób. Zaludnienie rejonu w ostatnich latach maleje: w roku 2010 było tu 8331 mieszkańców, w 2009 było ich 9517, w 2002 – 10.347, a w 1989 – 14.188 osób.
Strefa czasowa - czas Magadanu (UTC+12:00).
Na terenie rejonu znajduje się Rezerwat przyrody „Jużno-Kamczatskij”.

## Historia

### Do 1697
Początki osadnictwa ludów paleoazjatyckich w rejonie ust´-bolszerieckim datowane są na około 40 tysięcy lat temu. Od tego czasu, wraz z rozwojem sił wytwórczych w epoce kamienia następował stopniowy rozwój prymitywnych stosunków społecznych. W ten sposób, na przykład, koczowniczy koriaccy pasterze reniferów oprócz wspólnej własności pastwisk i terenów łowieckich dysponowali prywatną własnością stad zwierząt i instrumentów produkcji. Utrwalił się też monogamiczny model rodziny z mężczyzną jako głową rodziny; taka też tendencja obserwowana była u Itelmenów.
Od drugiej połowy II tysiąclecia p.n.e. mieszkańcy Kamczatki pogrążyli się w gwałtownych walkach i wojnach, charakterystycznych dla zdemoralizowanych związków plemiennych.
Na początku XVIII wieku, w pierwszych latach po odkryciu Kamczatki przez Europejczyków, w rejonie ust´-bolszerieckim było co najmniej 27 osad Itelmenów. Zakłada się, że cała populacja w tym rejonie wynosiła około trzech tysięcy osób. Każda osada była wspólnotą kilku rodzin. Itelmeni mieszkali w ziemiankach, a latem w szałasach na wysokich słupach. Patriarcha - lokalny książę - przez Rosjan nazywany był - z jakuckiego - Tojon.
Itelmeni czcili boga Kutcha, którego uznawali za stwórcę, a niezrozumiałe zjawiska naturalne wiązali z duchami dobra i zła. Tradycyjne zajmowali się rybołówstwem i myślistwem. Nie znali żelaza, a narzędzia wykonywali z kamienia, kości i drewna.
W XVI-XVIII w. naszej ery na Wyspach Kurylskich zaczęli osiedlać się Ajnowie, którzy wypierani byli przez Japończyków z wysp Hokkaido i Honsiu.
W rezultacie kontaktów południowych Itelmenów z Ajnami na wspólnie dzielonym terytorium w rejonie Przylądka Łopatka ludność południowej Kamczatki nosi ślady pokrewieństwa oraz wzajemnego wpływu kultury materialnej, języka i zwyczajów obu sąsiadujących narodów. Prawdopodobnie z tych powodów pierwsi rosyjscy odkrywcy i badacze nazywali tereny bolszerieckie (rozciągające się od przylądka Łopatka na północ do rzeki Opała i dalej do rzeki Bolszaja) jako „Ziemice Kurylskie”, znajdujące się tu jezioro - „Jeziorem Kurylskim”, przylądek Łopatka - „Łopatką Kurylską”, a ludzi zamieszkujących te tereny - „Bliskokurylcami” lub „Kurylskimi chłopami”.
Pomimo dwujęzyczności „Bliskokurylców” uważa się ich za Itelmenów.

### 1697-1731
W roku 1697 urzędnik z ostroga w Anadyrze, pięćdziesiątnik i Kozak, Władimir Atłasow, podjął wyprawę do Kamczatki z oddziałem 60 Kozaków wraz z taką samą liczbą Jukagirów; wędrując z północy na południe wzdłuż wybrzeża Morza Ochockiego we wrześniu i październiku tego roku dotarł do obecnego terytorium ust´-bolszerieckiego nad rzekę Gołygino, po czym wrócił na zimę nad rzekę Icza. W taki sposób Atłasow, doprowadziwszy „pod wysokim urzędem państwa” ludność cywilną (Jukagirzy byli obywatelami Rosji) zobowiązaną do płacenia państwowych danin na nowe terytoria, zrealizował ważny akt państwowy oznaczający formalne ustanowienie od roku 1697 zwierzchności Imperium Rosyjskiego nad ziemiami bolszerieckimi i całą Kamczatką, wynikającej zgodnie z obowiązującymi zasadami z osiedlenia tam poddanych rosyjskich.
Zapiski Atłasowa z przemarszu przez nowe terytoria zawierają liczne nadane przezeń nazwy licznych nowo odkrywanych rzek, gór i jezior; nazwy te niejednokrotnie obowiązują do dzisiaj, np. rzeki Kichczik, Muchina, Utka, Mitoga, Amczagacza, Bolszaja, Bystraja, Gołygino, Golcowka, Opała; góry Gołyginskie i Opała, jeziora Bolszoje i Małoje („Wielkie” i „Małe”). Atłasow był także pionierem-odkrywcą Wysp Kurylskich: w jego zapiskach znajduje się uwaga, iż z wybrzeża ust´-bolszerieckiego dostrzegł jedną z wysp tego archipelagu (odległą od brzegu Kamczatki o ok. 80 km; nazwano ją jego imieniem; położony na niej wulkan, mający wysokość 2339 m n.p.m., nazywa się Alaid).

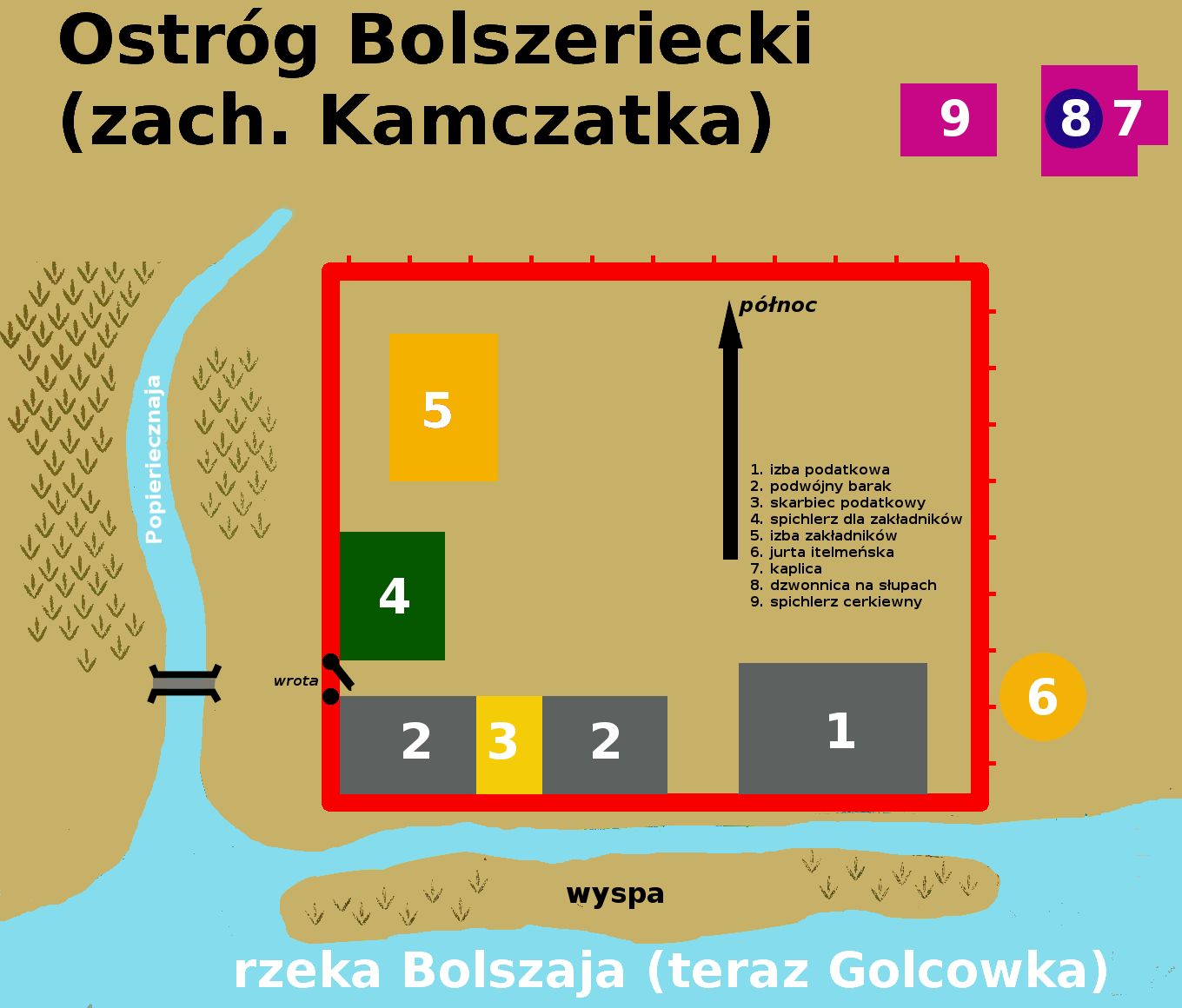
Schematyczny plan Bolszerieckiego Ostroga

1 października 1697 uznać można za datę przyłączenia rejonu ust´-bolszerieckiego do Rosji; 6 sierpnia 1703 kamczacki urzędnik i żołnierz Michajło Zinowiew wysłał z ostroga wierchniekamczackiego piętnastu żołnierzy w celu wybudowania nowego ostroga nad rzeką Bolszaja. W ten sposób założony w 1703 (według innych źródeł - w roku następnym) roku ostróg Bolszerieckij stał się przyczółkiem rosyjskich posiadłości na Kamczatce.
Z trzech fortów Kamczatki - Wierchnie-Kamczckiego, założonego przez Atłasowa w roku 1698, oraz zbudowanych w 1703 Niżnie-Kamczackiego i Bolszerieckiego, to ten ostatni był stosunkowo najlżej ufortyfikowany, prawdopodobnie z powodu przypuszczenia, że okoliczni rdzenni mieszkańcy - Itelmeni i „Bliskokurylcy” są i pozostaną pokojowo nastawieni wobec Rosjan. Warto jednak zaznaczyć, że owo „pokojowe nastawienie” mogło być również skutkiem faktu, iż w kozackich ostrogach na Kamczatce, oprócz uzbrojonej załogi, przebywali stale tzw. „amanaci”, czyli po prostu zakładnicy spośród ludności miejscowej. Mieli oni oddane do swego użytku pomieszczenia mieszkalne i gospodarcze („anbar” albo „ambar”, czyli spichlerz, czy też magazyn na suszoną rybę - jukołę) i byli swoistą gwarancją bezpieczeństwa europejskich osadników.

Siedliska wybudowane na wzniesieniach nie zalewanych podczas przyborów rzeki Bolszaja i jej licznych kanałów, odgałęzień i dopływów już w 1727 były przez Vitusa Beringa nazywane „Bolszerieck”; w samej zaś twierdzy znajdowały się pomieszczenia administracyjne i urzędowe. Tak zwany „bolszerieckij prisud”, czyli obszar odpowiedzialności Ostroga Bolszerieckiego, rozciągał się nad rzeką Worowskaja, przez tundrę Ganalskaja do rzeki Awacza i Zatoki Awaczyńskiej na północy i wschodzie aż do Przylądka Łopatka na południu. Był to pierwszy podział administracyjny na regiony Kamczatki.
Ze względu na fakt, że przez ostatnie trzysta lat zaszły istotne zmiany w przebiegu rzek regionu ust´-bolszerieckiego, punkty orientacyjne miejsca pierwszego osiedlenia się Rosjan na tym terytorium również uległy zmianie. Obecnie usytuowanie tej dawnej osady można znaleźć na prawym północnym brzegu rzeki Golcowka (części dawnego łożyska rzeki Bolszaja; używa się też innej nazwy tej części łożyska rzeki, nadanej po przeniesieniu się głównego koryta do innych kanałów położonych bardziej na lewo: kanał Manakowa) około jednego kilometra powyżej jej ujścia, między wpadającymi z prawej strony do rzeki Golcowka strumieniami Paranczinowskim, Mostowym i niewielkim kanałem Popieriecznaja.
W nocy z 6 na 7 czerwca 1706 roku Kamczadalowie działający na zlecenie Dmitrija Jarygina spalili ostróg Bolszerieckij i wymordowali całą jego obsadę. Ślady pożaru zachowały się do dziś w postaci warstwy czarnego popiołu znajdującej się na głębokości około 20-22 centymetrów poniżej poziomu gruntu na całym obszarze dawnego ostroga. Bunt Kamczadałów wywołany był nałożeniem na nich dodatkowej daniny, tzw. „czaszczyny”, przekraczającej trzy- lub nawet ponad-czterokrotnie poziom danin wnoszonych do tej pory („jasak” - danina w naturze: w futrach i skórach); „czaszczyna” powodowała nadzwyczajne bogacenie się urzędników zbierających podatki, co wywoływało sprzeciw rdzennych mieszkańców w całym bolszerieckim rejonie. Zbyt szczupła obsada miejscowych ostrogów spowodowała jednak, że brak było możliwości skutecznej walki z miejscową ludnością, co w rezultacie doprowadziło do znaczącego spadku ściągalności „jasaka” w całym regionie.
Następne lata zapisały się w historii regionu pasmem buntów rdzennej ludności i jej walk z kozackimi załogami ostrogów, a także kierowanymi na Kamczatkę ekspedycjami, jak np. w 1711, kiedy wysłano kilkudziesięciu ludzi w celu odbudowania spalonego pięć lat wcześniej ostroga bolszerieckiego. W tym okresie zbudowano na Kamczatce pierwszy statek (w 1713), dzięki czemu możliwa się stała eksploracja Wysp Kurylskich; odkryto też m.in. morską drogę na Kamczatkę (w 1716 z Ochocka do północnej Kamczatki i potem wzdłuż jej brzegu na południe do ujścia rzeki Kołpakowaja, a wiosną 1717 z powrotem do Ochocka).
Pierwszy (i przez kilkadziesiąt lat najważniejszy) bolszeriecki port morski założony został u ujścia rzeki Bolszaja do Morza Ochockiego; ujście to znajdowało się na początku XVIII wieku kilka kilometrów na północ od obecnego portu Oktiabr´skij, w miejscu dziś nazywanym „jedenasty kilometr”; głębokość wody wynosiła tu wówczas około 9 stóp, co wystarczało w tamtych czasach do bezpiecznego korzystania z tego portu. Jednocześnie do rzeki Bolszaja wpadała tu też mniejsza rzeczka Czekawina (nazwa ta pochodzi od imienia mieszkającego nad nią Itelmena - Czekawy), co umożliwiało używanie tego miejsca również jako naturalnego suchego doku, bowiem pojawiające się w porze odpływu suche dno koryta Czekawy dawało możliwość prowadzenia remontów podwodnych części stających tutaj statków. Obecnie dawne ujście rzeki do morza Bolszaja już nie istnieje - zostało zasypane przez migrujące osady - i płynie ona dziś jeszcze ponad dwadzieścia kilometrów dalej na południe niż wówczas i dopiero tam, w sąsiedztwie jeziora Bolszoje znalazła sobie nowe ujście. Dawny najważniejszy port regionu ust´-bolszerieckiego, leżący przy ujściu Czekawiny nosił w XVIII wieku nazwę Czekawka.
Ujście innej dużej rzeki rejonu bolszerieckiego, Gałygino, znajdujące się ok. 90 km na południe od Czekawki także było zamieszkane przez Europejczyków już przed pojawieniem się przy brzegach Kamczatki pierwszych żaglowców. Latem, na zachód od ujścia rzeki Oziornaja, napotkać można było zazwyczaj do 10 szałasów bolszerieckich żołnierzy, które służyły im podczas ich połowów ryb. Jeszcze większą liczbę szałasów znajdowało się po północnej stronie rzeki Bolszaja, półtora kilometra od jej ujścia. Znalezienie jednak drogi morskiej z Ochocka na Kamczatkę znacznie jednak ułatwiło komunikację z Kamczatką, zmniejszając znacznie niebezpieczeństwo podróży wynikające z długotrwałej i niesłychanie uciążliwej drogi lądowej wokół Zatoki Penżyńskiej Morza Ochockiego. Podczas pierwszej wyprawy Vitusa Beringa w 1727, jego statek „Fortuna” przezimował w Czekawce, a już podczas drugiej jego wyprawy w 1738-1739 roku w zimowały tam trzy statki. Wówczas też od strony południowej ujścia rzeki Bolszaja postawiona została pierwsza na Kamczatce latarnia morska wskazująca żeglarzom wejście na tor wodny.

### Po 1731
W okresie po 1731 datuje się proces konwergencji rdzennej ludności Kamczatki z napływową rosyjską w dziedzinie życia społecznego, duchowego i kultury. Itelmeni tytułem danin wnosili „jasak” (futra i skóry), a napływowi rosyjscy Kozacy obowiązani byli do płacenia podatku pogłównego. Zarówno jedni, jak i drudzy należeli do niższych warstw społecznych, bezlitośnie wykorzystywanych przez miejscową administrację i często oszukiwanych przez kupców. Niesubordynacja wobec postanowień władz karana bywała chłostą, a stosunki społeczne przypominały niewolnictwo. Osiedleńcy kozaccy, jak i autochtoniczna ludność itelmeńska, zmuszeni byli zajmować się myślistwem i rybołówstwem w celu utrzymania się przy życiu, bowiem cały bądź niemal cały plon z upraw zobowiązani byli oddawać jako daninę państwu. Życie osiedleńców w sąsiedztwie ludności autochtonicznej, w sposób naturalny prowadziło do powstawania mieszanych rodzin. Podobieństwo statusu społecznego, działalności gospodarczej, stan komunikacji, kontaktów handlowych dla wielu dziesięcioleci służył jako podstawa do wzajemnego zbliżenia kultur rosyjskiej i rdzennej ludności Kamczatki. Zmiany w życiu Itelmenów dotyczy przede wszystkim sfery życia: stopniowe odchodzenie od tradycyjnego sposobu urządzania swoich siedzib w ziemiankach, zmiany w ubiorze i sposobie odżywiania się, wykorzystywanie narzędzi wykonanych z metalu itp. Itelmeni zaczęli budować drewniane domy mieszkalne, a także wyposażać swoje zagrody w piwnice, łaźnie i obory. Przyjęli również europejski – rosyjski – krój ubrań i przedmioty użytku codziennego, a wraz z rozwojem ogrodnictwa i hodowli zwierząt zmienili swoją dietę. Rosyjscy Kozacy również przejęli od rdzennych Itelmenów niektóre ich obyczaje i umiejętności, np. dotyczące sposobu odżywiania się, budowania schronienia w terenie bądź ubioru (w tym m.in. suszenie ryb – wytwarzanie jukoli; wytwarzanie butów i kurtek ze skóry reniferów futrem na wierzch, tzw. torbaza i kuchlianka). W wyniku kontaktów wzajemnych obu narodów znaczna część Itelmenów opanowała umiejętność posługiwania się językiem rosyjskim: według spisu ludności z 1897 roku ok. 60 procent ludności rdzennej uznawało rosyjski za język ojczysty, a po 30 latach, według spisu z lat 1926/27, odsetek ten wzrósł do ponad 80 procent. Pierwszą na Kamczatce szkołę założył w Bolszeriecku rekarz, podróżnik i przyrodnik Georg Steller. Kolejne szkoły powstały w ostrogach Wierchniekamczack, Niżniekamczack i Tigil; po dwudziestu latach było na Kamczatce już czternaście szkół.
Ważną rolę w procesie przekazywania rosyjskich obyczajów rdzennym Itelmenom odegrał rosyjski kościół prawosławny, prowadząc na ich ziemi bardzo aktywną akcję chrystianizacyjną, wspieraną przez państwo: w 1720 roku każdy nowo ochrzczony zwolniony był z wnoszenia państwowych danin, a począwszy od 1731 - dziesięć lat. Pomiędzy 1705 a 1731 rokiem ochrzczono stu rdzennych Itelmenów i Koriaków, a od 1731 do 1745 – już ponad pięć tysięcy, kolejne blisko trzy tysiące przez następne dwa lata. Proces przymusowej chrystianizacji zakończony został zasadniczo w roku 1749; wszyscy ochrzczeni otrzymali rosyjskie imiona.
Osadnictwo rosyjskie już w I połowie XVIII wieku wspierane było przez władze państwowe. W roku 1741 wysłano pierwszych kilka rodzin rolników w rejon rzeki Bystraja/Bolszaja (pięć gospodarstw, wraz z bydłem), w pobliżu Bolszerieckiego Ostroga (dwa takie gospodarstwa), a także w okolice posterunku (ostroga) Karymaj (również dwa). Przedsięwzięcie, polegające na wprowadzeniu na ten teren rolnictwa i hodowli nie powiodło się jednak.  Ilość pracy wydatkowanej na te grunty była niewspółmierna do efektów, zarówno w uprawach, jak w pasterstwie. Słaba gleba dawała niskie plony, niesprzyjający klimat powodował, że uprawy były słabe i narażone na wymarzanie, zaś pastwiska dla bydła, ze słabą trawą, nie dawały też oczekiwanych korzyści w przyroście pogłowia i w produkcji mleka i mięsa, zwłaszcza w obliczu prymitywnego poziomu hodowli, opartej na całorocznym wypasie pod gołym niebem, przy niewystarczającej – a niezbędnej w tutejszym klimacie, a także w obliczu żyjących na Kamczatce dużych drapieżników (niedźwiedź brunatny, wilk szary) – ochronie dla zwierząt. Skutkiem tego były spore straty zwierząt wskutek ich zgonów będących rezultatem braku opieki ze strony hodowców. Przybywające na Kamczatkę w kolejnych latach rodziny rolników, po latach niepowodzeń na zachodnich równinach, przeniesiono (w 1758) wraz z ich dobytkiem nad rzeki Milkowa i Kamczatka, tj. tam, gdzie od połowy XVIII wieku osadnictwo rosyjskich rolników cieszyło się względnie dużym – w porównaniu z rejonem bolszerieckim – powodzeniem.
Półwysep Kamczatka, który w początkach XVIII wieku był stosunkowo licznie zaludniony, w latach 1768-1769 nawiedziła epidemia ospy, która ogarnęła głównie rdzenną ludność itelmeńską. W wyniku epidemii zmarło ponad 6 tys. osób; trzydzieści lat później, w latach 1799-1801 wskutek kolejnej epidemii zmarły dalsze dwa tysiące. Wskutek tych epidemii rosyjski badacz i geograf Piotr Iwanowicz Rikord w latach 1809-1810 doliczył się na Kamczatce tylko 4100 mieszkańców, przy czym wskaźnik urodzeń wśród ludności rdzennej był znikomy, podobnie jak imigracja osadników rolnych.
W roku 1785 centrum administracyjne Kamczatki, w tym siedzibę urzędującego dotąd w Ostrogu Bolszerieckim gubernatora, przeniesiono do Niżniekamczacka. Osady położone w pobliżu ujścia rzeki Bolszaja i straciły swoje dotychczasowe znaczenie, a okolica zmieniła się w region peryferyjny, bez widomych perspektyw rozwoju.

## Wsie i osiedla rejonu ust´-bolszerieckego

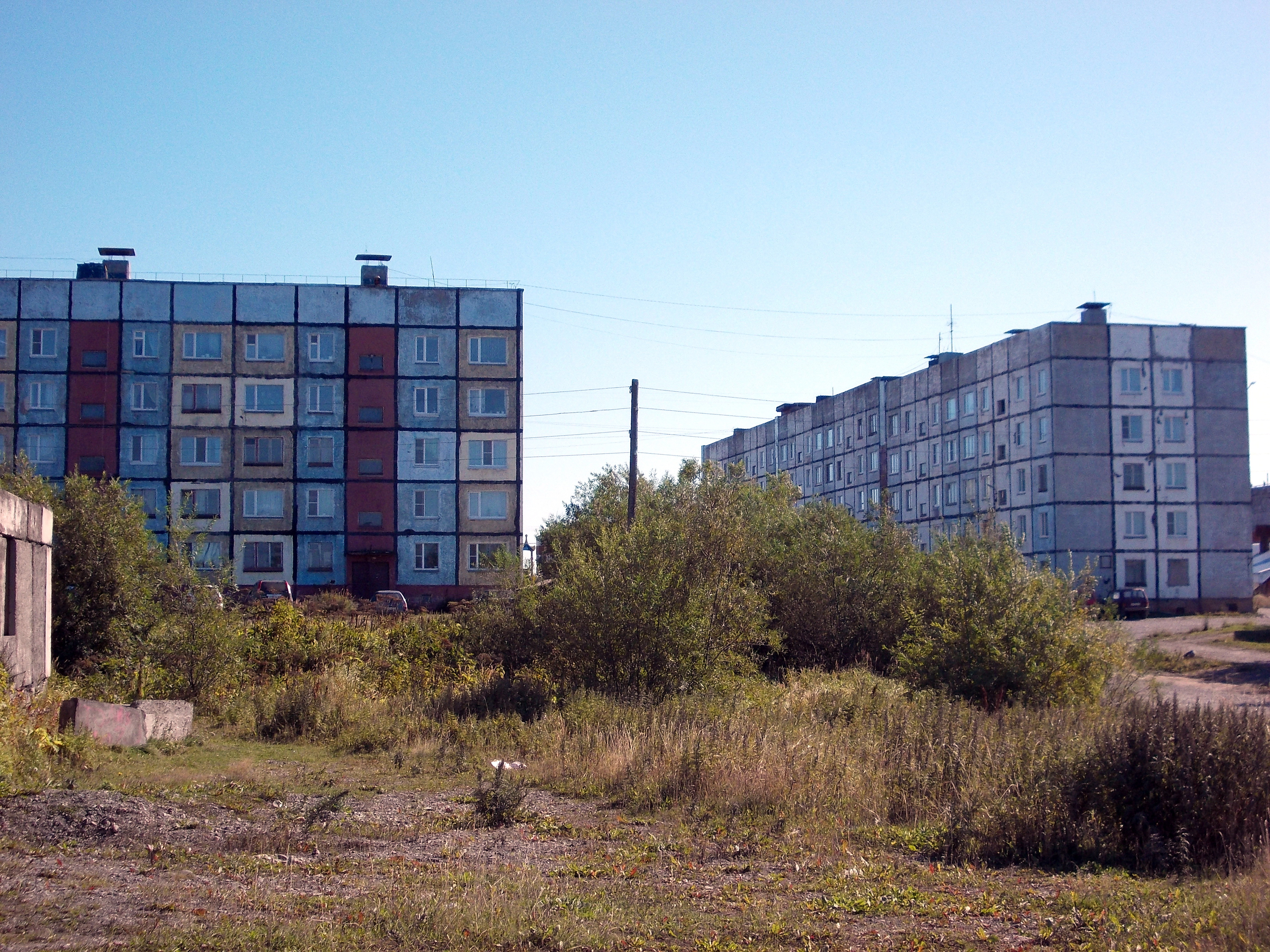
Ust´-Bolszerieck

### Ust´-Bolszerieck
Wieś Ust´-Bolszerieck, od 1 kwietnia 1926 centrum administracyjne rejonu, usytuowana jest (52°49′26″N 156°16′44″E/52,823889 156,278889) nad rzeką Amczagacza w miejscu, gdzie w 1911 roku powstał posterunek pocztowo-telegraficzny.

### Kawalierskoje
Usytuowane (52°55′45″N 156°34′25″E/52,929167 156,573611) - od 1.10.1928 - w pobliżu miejsca, gdzie znajdował się ostróg bolszerieckij.

### Oziernowskij
Osiedle zlokalizowane w pobliżu ujścia rzeki Oziornaja, na jej lewym (południowym) brzegu (51°29′29″N 156°30′23″E/51,491389 156,506389); ważna baza rybołówstwa i przetwórstwa ryb.

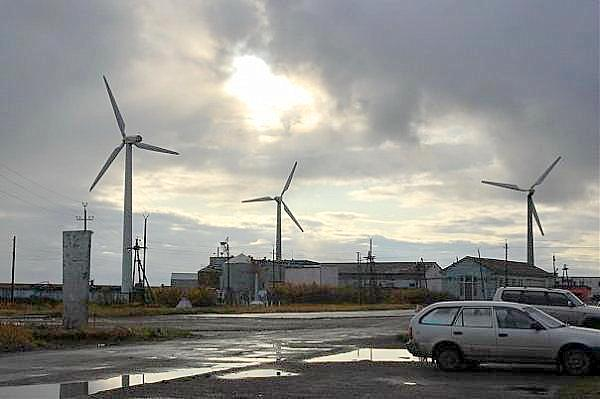
Oktiabr´skij

### Oktiabr´skij
Osiedle Oktiabr´skij położone jest (52°39′39″N 156°14′35″E/52,660833 156,243056) na mierzei przy dawnym ujściu rzeki Bolszaja do morza, w sąsiedztwie dawnej osady portowej Czekawka. Powstał w 1933 pod nazwą Mikojanowskij (zamieszkiwali w nim pracownicy kombinatu rybnego im. Anastasa Mikojana, później im. Rewolucji Październikowej); w 1957 osiedle przemianowano na cześć rewolucji październikowej na Oktiabr´skij.

### Paużetka
Osiedle ustanowione w 1951 roku, położone (51°27′57″N 156°48′37″E/51,465833 156,810278) nad rzeką Paużetka. W pobliżu Paużetki zbudowano pierwszą w ZSRR stację geotermalną wykorzystywaną do produkcji energii i ogrzewania. Osada zamieszkana głównie przez sejsmologów i pracowników obsługujących stację geotermalną.

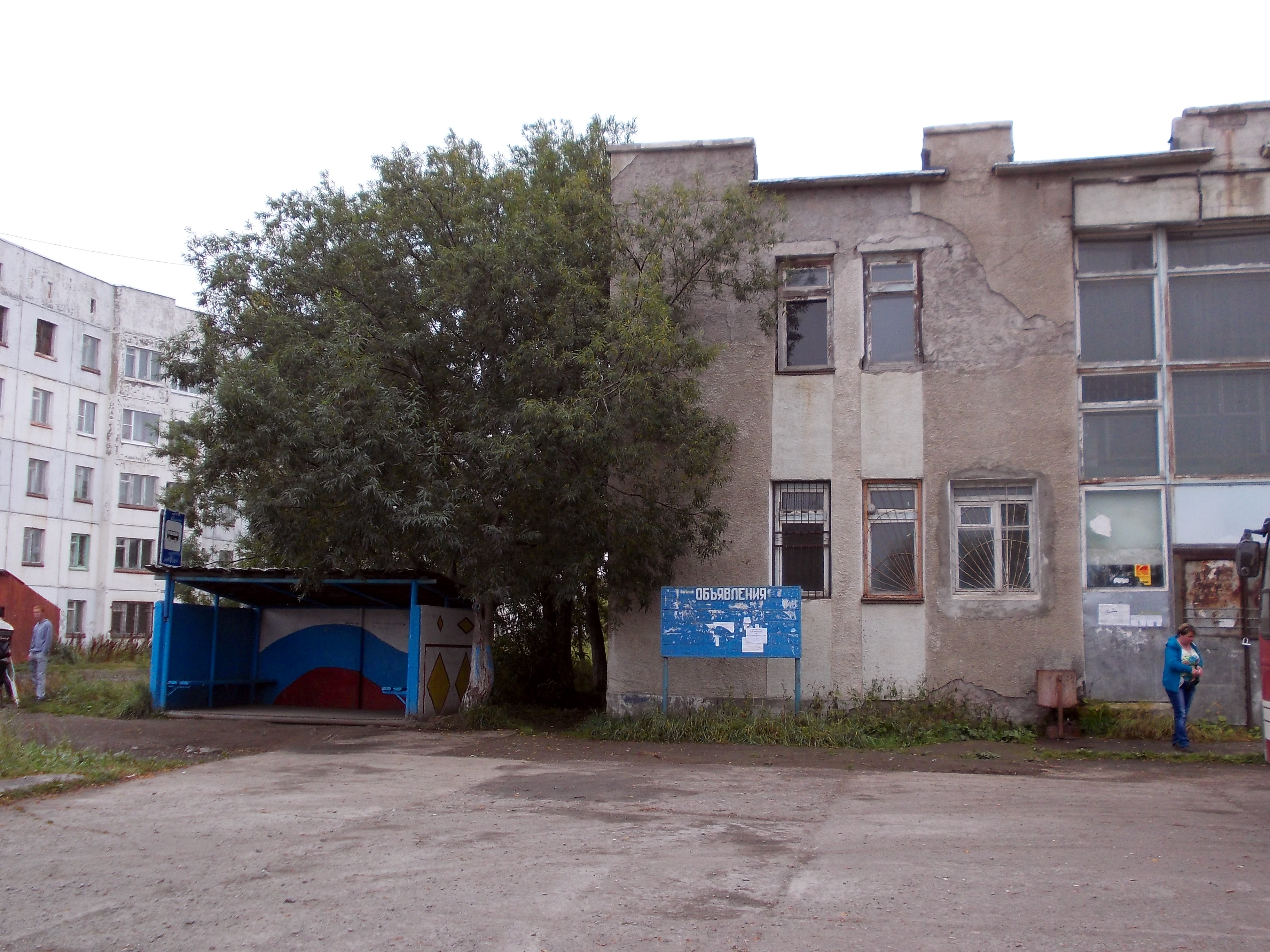
Apacza

### Apacza
Osiedle Apacza położone jest (52°55′05″N 157°02′27″E/52,918056 157,040833) w miejscu dawnej osady, opuszczonej w I połowie XX wieku, reaktywowane i formalnie ustanowione 22 lipca 1982.

### Zaporożje
Osada Zaporożje ustanowiona została w 25 maja 1907 roku, położona jest (51°30′01″N 156°32′15″E/51,500278 156,537500) nad rzeką Oziornaja, na jej prawym brzegu, powyżej osiedla Oziernowskoje. Znajduje się tu pas startowy lotniska Oziernowskoje.

### Szumnyj
Osiedle ustanowione w 1940 roku, położony (51°28′56″N 156°37′52″E/51,482222 156,631111) nad rzeką Oziornaja, w pobliżu ujścia do niej rzeki Szumnaja.